# Miagrammopes correai
Miagrammopes correai là một loài nhện trong họ Uloboridae.
Loài này thuộc chi Miagrammopes. Miagrammopes correai được miêu tả năm 1944 bởi Piza.